# 717 (szám)
A 717 (római számmal: DCCXVII) egy természetes szám, félprím, a 3 és a 239 szorzata.

## A szám a matematikában
A tízes számrendszerbeli 717-es a kettes számrendszerben 1011001101, a nyolcas számrendszerben 1315, a tizenhatos számrendszerben 2CD alakban írható fel.
A 717 páratlan szám, összetett szám, azon belül félprím, kanonikus alakban a 31 · 2391 szorzattal, normálalakban a 7,17 · 102 szorzattal írható fel. Négy osztója van a természetes számok halmazán, ezek növekvő sorrendben: 1, 3, 239 és 717.
A 717 négyzete 514 089, köbe 368 601 813, négyzetgyöke 26,77686, köbgyöke 8,95034, reciproka 0,0013947. A 717 egység sugarú kör kerülete 4505,04387 egység, területe 1 615 058,226 területegység; a 717 egység sugarú gömb térfogata 1 543 995 663,8 térfogategység.